# Давыдов, Ростислав Борисович
Ростислав Борисович Давыдов (18 февраля 1927 — 6 июня 2017) — советский российский оператор-постановщик.

## Биография
Оператор-постановщик киностудии «Ленфильм».
Член Союза кинематографистов СССР (Ленинградское отделение).

## Фильмография
- 1966 — Катерина Измайлова  (фильм-опера) (совместно с Владимиром Пономарёвым) (Режиссёр-постановщик: Михаил Шапиро)
- 1968 — Удар! Ещё удар!  (совместно с Александром Дибривным) (Режиссёр-постановщик: Виктор Садовский)
- 1969 — Её имя — Весна  (Режиссёр-постановщик: Искандер Хамраев)
- 1971 — Шельменко-денщик  (Режиссёр-постановщик: Андрей Тутышкин)
- 1972 — Двенадцать месяцев  (ТВ) (Режиссёр-постановщик: Анатолий Граник)
- 1973 — Где это видано, где это слыхано  (ТВ) (короткометражный) (Режиссёр-постановщик: Валентин Горлов)
- 1974 — Сержант милиции  (ТВ) (Режиссёр-постановщик: Герберт Раппапорт)
- 1976 — Обыкновенная Арктика  (ТВ) (Режиссёр-постановщик: Алексей Симонов)
- 1977 — Мы этого не хотели  (короткометражный) (Режиссёр-постановщик: Марк Генин)
- 1979 — Вторая весна  (Режиссёр-постановщик: Владимир Венгеров)
- 1979 — Нескладуха  (короткометражный) (Режиссёр-постановщик: Сергей Овчаров)
- 1980 — Начальник  (короткометражный) (Режиссёр-постановщик: Дмитрий Гиндштейн)
- 1981 — Барабаниада  (ТВ) (короткометражный) (Режиссёр-постановщик: Сергей Овчаров)
- 1983 — Высокая проба  (ТВ) (Режиссёр-постановщик: Игорь Усов)